# Comisión fallera
Una comisión fallera es una agrupación de personas que apoyan o patrocinan la creación de una falla. Tradicionalmente se componen generalmente de vecinos de las calles aledañas al lugar donde se planta la falla aunque pueden encontrarse componentes de la comisión de otras ubicaciones, de otras poblaciones valencianas e incluso de otras partes  situadas fuera de la Comunidad Valenciana. En la ciudad de Valencia junto con las localidades de Chirivella, Burjasot, Mislata y Cuart de Poblet que dependen de la JCF hay aproximadamente 392 comisiones. El resto de localidades valencianas se agrupan en Juntas Locales Falleras (JLF) destacando por el número de comisiones las situadas en la provincia de Valencia en las localidades de Alcira (34), Sagunto (30), Torrente (29), Gandía (23), Játiva (19), Paterna (18) Sueca (16) y Cullera (16).

## Organización y actividades
Los miembros de una comisión se denominan falleros y falleras. Cada año después de la cremá se disuelve la comisión creándose una nueva, nombrándose nuevos cargos, planificando actividades y festejos que se realizarán durante el resto del ejercicio fallero (de marzo del año actual a marzo del año siguiente), así como la organización de los actos de la semana fallera. Cada comisión suele nombrar como representantes a una persona de presidente y a una fallera de la comisión, conocida como fallera mayor.
El Casal Faller es el lugar donde los componentes de las comisiones falleras se reúnen. Cada Falla dispone de su propio local. En él se realizan actividades organizadas por la comisión como meriendas y cenas. También es el centro de reunión social del barrio durante el resto del año.
El casal se convierte durante los días que dura la fiesta (15 a 19 de marzo) así como  los fines de semana previos, en el centro de la fiesta.
Los falleros pagan una cuota mensual para disfrutar del local y las actividades que se realicen; por lo general cuenta con una cocina que puede ser gestionada por algún miembro de la falla o por todos, de forma colectiva. También acoge despachos y alguna sala dónde se guardan los enseres necesarios para la celebración de la fiesta.

## Comisiones falleras censadas en Junta Central Fallera
Las comisiones falleras de las localidades de Valencia, Burjasot, Mislata y Cuart de Poblet se ubican en sectores definidos por Junta Central Fallera, organismo autónomo municipal que se encarga de organizar, gestionar y coordinar la fiesta de las Fallas de Valencia.
También dentro de los sectores, las comisiones participan en el concurso de Falla según una división organizada en secciones según el criterio económico de la misma, siendo las más representativas las clasificadas en la Sección Especial.